# Великобритания на «Евровидении-1963»
Великобритания принимала участие в Евровидении 1963 , проходившем в Лондоне, как страна-хозяйка. На Евровидении её вновь представил Ронни Кэрролл с песней «Say Wonderful Things», открывший конкурс. В этом году страна получила 28 баллов, заняв 4 место. Комментаторами конкурса от Великобритании в этом году стали Дэвид Джейкобс (BBC TV) и Майкл Аспел (BBC Light Programme), а глашатаем — Пит Мюррей.
Во время выступления Ронни Кэролла сопровождал оркестр под руководством дирижёра Эрика Робинсона.

## Национальный отбор
| Номер | Артист        | Песня                                   | Баллы | Место |
| ----- | ------------- | --------------------------------------- | ----- | ----- |
| 1     | Анна Шелтон   | «My continental love»                   | 9     | 4-е   |
| 2     | Ронни Кэрролл | «Say wonderful things»                  | 33    | 1-е   |
| 3     | Barry Barnett | «If you ever leave me»                  | 20    | 2-е   |
| 4     | Johnny Towers | «This kind of love»                     | 5     | 6-е   |
| 5     | Maureen Evans | «Pick the petals»                       | 17    | 3-е   |
| 6     | Винс Гиллс    | «A day at the seaside»                  | 8     | 5-е   |
| 7     | Jimmy Justice | «The little cracked bell of San Raquel» | 4     | 7-е   |

Национальный отбора состоялся 24 февраля 1963 года в телецентре BBC в Лондоне. Ведущим отбора стал Дэвид Джейкобс. Песня была выбрана 16 региональными жюри. 

## Страны, отдавшие баллы Великобритании
Каждая страна присуждала от 1 до 5 баллов пяти наиболее понравившимся песням.
| Отдали Великобритании… | Отдали Великобритании…                       | Отдали Великобритании… | Отдали Великобритании… |
| 5 баллов               | 3 балла                                      | 2 балла                | 1 балл                 |
| ---------------------- | -------------------------------------------- | ---------------------- | ---------------------- |
| Норвегия Испания       | Югославия Нидерланды Дания Франция Финляндия | Швеция                 | Монако                 |

## Страны, получившие баллы от Великобритании
| 5 баллов | Швейцария |
| 4 балла  | Австрия   |
| 3 балла  | Дания     |
| 2 балла  | Италия    |
| 1 балл   | Монако    |